# Guilherme Centazzi
Guilherme Centazzi,  escritor e médico português, nasceu em Faro (Algarve), em 20 de Novembro de 1808, formou-se na Faculdade de Medicina de Paris, obtendo o grau de Doutor, após ter sido expulso da Universidade de Coimbra, onde estudava Matemática, por causa das suas opções liberais. Esteve exilado em França entre 1829 e 1834, durante as Guerras Liberais.
Embora tenha vindo em criança para Lisboa, assumiu-se em vários escritos como um orgulhoso algarvio. O seu pai era cidadão da antiga República de Veneza, que se casou com uma portuguesa. Do lado materno tem também ascendência de um genovês, seu avô, que também desposara uma portuguesa, que por sua vez descendia de uma espanhola.
Segundo a obra «Dicionário biográfico de músicos portugueses» tocava bem violino e violeta e, quando esteve exilado em França, esta actividade foi-lhe bastante útil para a subsistência. No entanto, apesar de considerado um excelente executante, as composições musicais de sua autoria, algumas das quais representadas em saraus para a Corte, mostram «muita carência de conhecimentos técnicos».
Após as Guerras Liberais, regressou a Lisboa, tendo-se dedicado à actividade médica, publicando uma vasta obra nesta temática, com destaque para a higiene e saúde profiláctica. Devido à sua prestimosa acção durante a epidemia de febre amarela, nos anos 50, recebeu a comenda de cavaleiro da Ordem de Cristo. Foi também inventor dos então famosos rebuçados peitorais «Dr. Centazzi», produzidos industrialmente até meados do século XX.
Tentou também introduzir em Portugal a prática da ginástica para fins de medicina preventina, mas as suas intenções esbarraram na incompreensão da época dessa actividade física considerada pouco masculina.
Na literatura escreveu diversas obras em poesias, estreando-se com o livro «Poesias Diversas», publicado em 1827 . Na década de 60 ainda escreveu ainda «As Sete Penadas», em estilo jocosério, e «Recreios Poéticos», bem como diversas peças de teatro e composições para canto e piano.
Foi o verdadeiro precursor do romance português, mesmo antes de Alexandre Herculano e Almeida Garrett, através da obra «Carlos e Julieta», publicada em 1838, que reformularia uma década depois sob o título «Beatriz e o Aventureiro».
No entanto, a grande inovação na sua escrita mostra-se sobretudo com «O Estudante de Coimbra» (1840), um romance em três volumes abordando, com uma faceta quase picaresca, a vida de universitário que se envolve nas Guerras Liberais, onde mistura romantismo com realismo. Embora alguns traços do protagonista deste romance denotem traços biográficos, a parte mais substancial do enredo é, sem margem para dúvidas, uma ficção.
Apesar de ser um médico conceituado, foi praticamente ignorado pela elite literária da sua época - e também (ainda) na actualidade -, talvez por algumas das suas obras, sobretudo «O Estudante de Coimbra», não se inserirem nos cânones do romantismo e serem extremamente críticas em relação à sociedade da época.
Porém, esta sua obra teve uma tradução em alemão no ano de 1844, intitulada «Der Student von Coimbra», significando assim que foi o primeiro português com um romance editado no estrangeiro. Mereceu também uma extensa e elogiosa recensão, de mais de uma dezena de páginas, pelo conceituado crítico escocês Thomas Carlyle na Fraser's Magazine.
Nos anos 60 do século XIX ainda publicou mais dois romances: «A Alma do Justo» (1861) e «Duas Palavras Contemporâneas» (1867), bem como dois contos num volume: «Fantasia e Verdade» e «Saber Lutar é Vencer», em data desconhecida.
Foi ainda proprietário e redactor de dois periódicos efémeros: «Desenganos da Vida» (1863) e «O Semanário» (1867-1868).
Faleceu em 28 de Junho de 1875, em Lisboa, estando sepultado no cemitério dos Prazeres, no jazigo pertencente a José Jorge Loureiro, militar e político que chegou a ser primeiro-ministro (1835-36) durante a Monarquia Constitucional.

## Obras
- Romances

- - Carlos e Julieta (1838)
  - O Estudante de Coimbra (1840-41, originalmente em três volumes) - tradução para alemão (1844) com o título «Der Student von Coimbra»; reedição em 2012, na Planeta Manuscrito, com fixação de texto e notas de Pedro Almeida Vieira e posfácio de Maria de Fátima Marinho
  - Beatriz e o Aventureiro (1848, dois volumes)
  - A Alma do Justo (1861, dois volumes)
  - Duas Palavras Contemporâneas (1867)

- Novelas

- - Fantasia e verdade (sem data)
  - Saber lutar é vencer (sem data)

- Poesia

- - Poesias diversas (1827)
  - As sete penadas (1852) - inclui também escritos em prosa ao estilo jocosério
  - Recreios poéticos (1864)

- Teatro

- - O latino quasi grego (1861)
  - Ninharias familiares (1861)

- Colectâneas

- - As Minhas Distracções ou Compêndio de Façanhas em Literatura (1861) - contém alguns dos romances, reformulados, e outros escritos e peças de teatro

- Obras de medicina

- - Traité sur la manière de placer les os avec promptitude dans leur position respective (1833)
  - Considérations générales sur l'action des exercices gymnastiques sur l'économie animale (1834)- tese publicada em França para o grau de doutor em Medicina
  - Considerações gerais sobre os exercícios ginásticos e as vantagens que deles resultam (1836)
  - Higiene e Medicina Popular (1843)
  - Socorro aos Envenenados (1868)